# Mopsea
Mopsea is een geslacht van neteldieren uit de klasse van de Anthozoa (bloemdieren).

## Soorten
- Mopsea bicolor Kölliker, 1865
- Mopsea dichotoma (Linnaeus, 1758)
- Mopsea encrinula (Lamarck, 1816)
- Mopsea flabellum (Wright & Studer, 1889)
- Mopsea flava Nutting, 1910
- Mopsea squamosa Kükenthal, 1919
- Mopsea tenuis Thomson & Rennet, 1931
- Mopsea triacnema Alderslade, 1998